# Brem-sur-Mer
Brem-sur-Mer è un comune francese di 2 607 abitanti situato nel dipartimento della Vandea nella regione dei Paesi della Loira.
Brem-sur-Mer nasce ufficialmente nel 1974 con l'unione della città Saint Nicolas de Brem con la città Saint Martin de Brem.

## Società

### Evoluzione demografica
Abitanti censiti

## Economia
L'economia di Brem-sur-Mer è principalmente organizzata intorno a due poli:
- il turismo e le attività balneari
- la viticoltura

## Amministrazione

### Gemellaggi
- Mammendorf, Germania